# Campeonato Equatoriano de Futebol Feminino
O Campeonato Equatoriano de Futebol Feminino, também conhecido como Superliga Equatoriana de Futebol Feminino é a principal competição do Equador de futebol feminino. A equipe vencedora do campeonato garante vaga na Copa Libertadores da América. O Unión Española são os maiores campeões deste torneio que é organizado anualmente desde 2013.

## Edições
- : campeonatos consecutivos
- : soma de dez títulos